# Dryopteris takachihoensis
Dryopteris takachihoensis är en träjonväxtart som beskrevs av Miyam. Dryopteris takachihoensis ingår i släktet Dryopteris och familjen Dryopteridaceae. Inga underarter finns listade.